# La Banda TV
La Banda del Sur o Club La Banda és un univers infantil andalús creat a partir d'un programa emès per Televisió d'Andalusia. Està format per un canal de televisió, la plataforma en línia La Banda i un club que té un milió i mig de socis.

## Història
La Banda va començar a ser emesa per Canal Sur com a programa infantil. La Banda es va convertir en un univers infantil i en l'actualitat La Banda té una pàgina web oficial en la qual està disponible la emissió del seu canal de televisió oficial així com diversos jocs online infantils i notícies del club. La Banda també té un carnet de soci que permet l'accés a descomptes en el preu a l'hora de realitzar diversas activitats familiars a Andalusia com anar als cinemas que pertanyin a Unió Cinema Ciutat Andalusia o altres llocs culturals.